# Rechingeriella insignis
Rechingeriella insignis är en svampart som beskrevs av Petr. 1940. Rechingeriella insignis ingår i släktet Rechingeriella och familjen Zopfiaceae.   Inga underarter finns listade i Catalogue of Life.